# دژ سینوپ
دژ سینوپ (ترکی استانبولی: Sinop Kalesi) یک دژ در سینوپ، ترکیه است.

## موقعیت
این دژ در ناحیه سینوپ در استان سینوپ قرار دارد. زندان تاریخی دژ سینوپ نیز در اینجا قرار دارد.

## تاریخ
دژ سینوپ در سده هشتم میلادی توسط مهاجران اهل ملط ساخته شد. جنوایی‌ها نیز دژ را بهبود دادند. در سال ۲۰۱۳ این دژ به فهرست آزمایشی میراث جهانی افزوده شد.  از سال ۲۰۱۹ دژ سینوپ تحت بازسازی قرار دارد.